# Sociale geografie Nijmegen 1958 - ± 1970
Aan de Katholieke Universiteit werd de studierichting sociale geografie in 1958 ingesteld. Ruud Cools (1908-1987) werd de eerste hoogleraar. Hij had in Utrecht sociale geografie en geschiedenis gestudeerd en hij was in 1942 bij Louis van Vuuren gepromoveerd op ‘De geografische gedachte bij Jean Brunhes’ . Niet alleen uit dit proefschrift, maar ook uit zijn inaugurele rede sprak een voorkeur voor de opvattingen van de Franse geografie (Ecologische geografie (Frankrijk)). Anders dan zijn collega’s in Utrecht en Groningen gaf Cools geen directe impulsen aan het Nijmeegse sociaalgeografisch onderzoek. Zijn aandacht was primair gericht op de ontwikkeling van het universitaire lesprogramma.
In 1962 zorgde hij voor de instelling van de leerstoel planologie, waarop de sociaal-geograaf Gerrit Wissink werd benoemd. Als praktisch onderzoeker, Wissink werkte daarvoor bij de Rijksplanologische Dienst, bood hij de studenten sociale geografie in de beginjaren van de opleiding de mogelijkheid onderzoekservaring op te doen.
Rond 1970 was met het aantal studenten sociale geografie ook het aantal specialisatiemogelijkheden gegroeid en was het sociaalgeografisch onderzoek op gang gekomen. In de jaren erna zouden met name de geografie van ontwikkelingslanden, de methoden en technieken van sociaalgeografisch onderzoek en de economische geografie sterke impulsen krijgen. In 1970 werd Piet Kouwe benoemd tot hoogleraar sociale geografie met bijzonder aandacht voor methoden en technieken en in 1971 werd Jan Kleinpenning lector met ‘aandacht voor Spaans en Portugees sprekende gebieden’.